# مون بوت
مون بوت (انگلیسی: Moon Boot) شرکت پوشاک و کفش ایتالیایی است، که در سال ۱۹۶۹ توسط جانکارلو زاناتا تأسیس شد.